# Eleccions a l'Assemblea Nacional de Gal·les de 1999
Les Eleccions a l'Assemblea Nacional de Gal·les de 1999 se celebraren el 6 de maig de 1999, i foren les primeres des que es va aprovar la Devolution el 1997. S'hi van imposar els laboristes gal·lesos d'Alun Michael, qui havia substituït el primer candidat, Ron Davis. Els nacionalistes gal·lesos del Plaid Cymru obtenen més representació que els Conservadors i es consoliden com a segona força política.

## Resultats
| ← Eleccions a l'Assemblea Nacional de Gal·les, 1999 → |         |       |        |                  |      |        |               |
| Partit                                                | Vots    | %     | Escons | Vots addicionals | %    | Escons | Escons totals |
| Partit Laborista Gal·lès                              | 384.671 | 37,6  | 27     | 361.657          | 35,5 | 1      | 28            |
| Plaid Cymru                                           | 290.572 | 30,6  | 9      | 312.048          | 30,6 | 8      | 17            |
| Partit Conservador Gal·lès                            | 162.133 | 15,56 | 1      | 168.206          | 16,5 | 8      | 9             |
| Liberal Demòcrates Gal·lesos                          | 137.857 | 13,5  | 3      | 128.008          | 12,5 | 3      | 6             |
| Partit Verd                                           | 1.007   | 0,1   | -      | 25.858           | 2,5  | -      | -             |
| Independent                                           | 26.815  | 2,6   | -      | 3.116            |      | -      | -             |
| Partit Socialista Laborista                           | 3.794   | 0,4   | -      | 10.720           | 1,1  | -      |               |
| Total                                                 |         | 46,3  | 40     |                  |      | 20     | 60            |